# Esfenacodonts
Els esfenacodonts (Sphenacodontia) són un clade de sinàpsids que aparegueren al Carbonífer superior. Entre altres trets anatòmics, es caracteritzen per tenir la dent canina superior engrandida i suportada per una estructura de reforç a la superfície interna del maxil·lar superior, la presència de menys de quatre dents premaxil·lars i el poc desenvolupament de les crestes dels músculs adductors de la banda ventral del fèmur.